# LADY (少年隊の曲)
「LADY」（レディ）は、少年隊の9枚目のシングル。

## 解説
- 前作「ABC」から19日後に発売されたシングル。オリコン週間最高5位。
- TBS系列アニメ番組『レディレディ!!』オープニングテーマ曲。カップリング曲の「ふたりだけのムーンライト」は、同アニメのエンディングテーマとなっている。
- ジャケットには英洋子原作の主人公リン・ラッセルのイラストが使用されている。グループ3人の肖像が使用されないジャケットは、本作が初となった。
- 8センチCDとして、1991年2月10日に再販された。
- 「LADY」は、2020年発売の『少年隊 35th Anniversary BEST』にて初アルバム収録された。「ふたりだけのムーンライト」は、アルバム未収録。

## 収録曲
全曲　作詞：川村真澄、作曲・編曲：服部克久
Side A
1. LADY
2. LADY (カラオケ) (シングルカセットのみ収録)

Side B
1. ふたりだけのムーンライト
2. ふたりだけのムーンライト (カラオケ) (シングルカセットのみ収録)